# Paspalum amphicarpum
Paspalum amphicarpum är en gräsart som beskrevs av Erik Leonard Ekman. Paspalum amphicarpum ingår i släktet tvillinghirser, och familjen gräs. Inga underarter finns listade i Catalogue of Life.